# ليام بوكانان (لاعب كريكت)
ليام بوكانان (بالإنجليزية: Liam Buchanan)‏ (22 نوفمبر 1980 في أستراليا - ) هو لاعب كريكت أسترالي. لعب مع فريق فكتوريا للكريكت.

## وصلات خارجية
- ليام بوكانان على موقع إي آس بي آن كريك إنفو (الإنجليزية)